# Fritz-Wilhelm Pahl
Fritz-Wilhelm Pahl (* 20. November 1941 in Delbrück; † 13. August 2025 in Paderborn) war ein deutscher Unternehmer. Jahrzehntelang war er als geschäftsführender Gesellschafter der Bette GmbH & Co. KG tätig, Mitglied und später Ehrenpräsident der Industrie- und Handelskammer (IHK) Ostwestfalen zu Bielefeld sowie wichtiger Förderer des Mittelstands in Ostwestfalen-Lippe.

## Leben und Beruf
Nach dem Abitur am Gymnasium Theodorianum in Paderborn studierte Pahl Physik und Maschinenbau an der Technischen Universität München, trat 1968 bei Krauss‑Maffei AG ein und beschäftigte sich schwerpunktmäßig mit der Entwicklung und dem Bau von Maschinen zur Kunststoffverarbeitung. 1975 übernahm er die Geschäftsführung und einen 50‑%‑Gesellschafteranteil der Bette GmbH & Co. KG in Delbrück.
Unter seiner Führung wandelte sich Bette von einer kleinen Metallschmiede zu einem international erfolgreichen Unternehmen für Stahlumformung und Stahlemaillierung. Bette stellt heute Bade- und Duschwannen, Duschflächen und Waschtische aus Stahlemail her. Das Werk wurde hochautomatisiert und erstreckte sich später auf 70.000 m² Fläche im Industriegebiet Delbrück‑Ost. Diese Entwicklung wird im Unternehmensnachruf als Pahls „Lebenswerk“ bezeichnet.
Pahl war ein bekennender Familienunternehmer, sein Sohn Thilo C. Pahl wurde 2012 zum Nachfolger als geschäftsführender Gesellschafter des Unternehmens ernannt. Fritz-Wilhelm Pahl war verheiratet und hat drei Kinder.

## Gesellschaftliches Engagement und Ehrenämter
Fritz-Wilhelm Pahl war Ehrenpräsident der Industrie- und Handelskammer Ostwestfalen zu Bielefeld und war von 1994 bis 2002 deren Präsident. Von 1990 bis 1994 war er Vize-Präsident dieser Kammer. Von 1996 bis 2004 war Pahl zudem Vorsitzender des Mittelstandsausschusses des Deutschen Industrie- und Handelskammertages (DIHK). Ferner war er von 2002 bis 2008 Vorsitzender der Vereinigung der Deutschen Sanitärwirtschaft (VDS), des Dachverbandes dieser Branche. Pahl war 18 Jahre lang ehrenamtlicher Arbeitsrichter und war seit 2004 ehrenamtlicher Handelsrichter am Landgericht Paderborn.

## Persönliches Engagement und lokale Verbundenheit
- Pahl galt als „Unternehmer der alten Schule“, der alle Prozesse, Winkel des Werks, viele Mitarbeitende und deren familiäre Hintergründe persönlich kannte – und gleichzeitig Verantwortung abzugeben verstand.
- Er war tief mit seiner Heimat Delbrück verbunden: Eigener Ausspruch vor seinem 70. Geburtstag: „Ich bin dankbar, dass ich heute hier bin. Hier kennt man sich. Hier kann man sich vertrauen. Das ist in den großen Städten schwieriger.
- Die von ihm gemeinsam mit seiner Frau gegründete Anneke & Fritz‑Wilhelm Pahl Familienstiftung unterstützt Bildung, Kunst, Jugendhilfe und mildtätige Projekte.[4] Für diese soziales Engagement erhielten beide im Jahr 2023 die Ehrennadel der Stadt Delbrück in Gold mit Diamant.[7]

## Tod und Nachrufe
Fritz-Wilhelm Pahl verstarb am 13. August 2025 im Alter von 83 Jahren in Paderborn. Sein Tod wurde in der regionalen Presse und von zahlreichen Weggefährten als Verlust einer „großen Unternehmerpersönlichkeit“ für das Paderborner Land und ganz Ostwestfalen-Lippe bezeichnet. Delbrücks Bürgermeister Werner Peitz würdigte ihn als herausragenden Unternehmer, der nicht nur die wirtschaftliche Entwicklung der Stadt entscheidend geprägt, sondern auch durch sein persönliches Engagement Vereine, Bildungsprojekte und soziale Initiativen gefördert habe. Der Präsident der IHK Ostwestfalen zu Bielefeld, Jörn Wahl-Schwentker, nannte Pahl „eine der herausragenden Unternehmerpersönlichkeiten der Region“ und hob sein vorbildliches Wirken für Familienunternehmen und den Mittelstand hervor. Auch der langjährige IHK-Geschäftsführer Jürgen Behlke betonte seinen prägenden Einsatz für die gewerbliche Wirtschaft im Hochstift und seine bleibende Erinnerung als große Persönlichkeit zum Wohle der heimischen Wirtschaft.

## Ehrungen
2013 wurde Pahl aufgrund seiner besonderen Verdienste um die Kultur des Bades von Aqua Cultura, einem Qualitätssiegel führender Badeinrichter in Deutschland und der Schweiz, für sein Lebenswerk geehrt.